# Pedro Suárez
Pour les articles homonymes, voir Suárez.
Pedro Bonifacio Suárez Pérez dit Arico Suárez ou Pedro Suárez (né le 5 juin 1908 à Santa Brígida, dans les Îles Canaries et mort le 18 avril 1979 à Buenos Aires), était un footballeur espagnol naturalisé argentin des années 1930.

## Biographie
En tant que milieu, et bien qu'étant né dans les Îles Canaries, Pedro Suárez fut international argentin à 12 reprises (1930-1940) pour un but inscrit.
Il participa à la Coupe du monde de football de 1930, où il ne joua que deux matchs (France et Uruguay). L'Argentine fut finaliste, battue par l'Uruguay.
Il joua dans deux clubs argentins : le Club Ferro Carril Oeste et le Boca Juniors. Il ne remporta rien avec le premier et avec Boca, il remporta cinq fois le championnat argentin et la Copa Ibarguren.

## Clubs
- 1926-1930 :  Club Ferro Carril Oeste
- 1930-1942 :  Boca Juniors

## Palmarès
- Coupe du monde de football
  - Finaliste en 1930
- Championnat d'Argentine de football
  - Champion en 1930, en 1931, en 1934, en 1935 et en 1940
- Copa Ibarguren (en)
  - Vainqueur en 1940